# 2893 Peiroos
2893 Peiroos eller 1975 QD är en trojansk asteroid i Jupiters lagrangepunkt L5. Den upptäcktes 30 augusti 1975 av Félix Aguilar-observatoriet. Den är uppkallad efter Peiroos i den grekiska mytologin.
Asteroiden har en diameter på ungefär 86 kilometer.